# Boerhavia linearifolia
Boerhavia linearifolia är en underblomsväxtart som beskrevs av Asa Gray. Boerhavia linearifolia ingår i släktet Boerhavia och familjen underblomsväxter. Inga underarter finns listade i Catalogue of Life.